# Koshimizu
Koshimizu (小清水町?) è una cittadina giapponese della prefettura di Hokkaidō.